# Sede titolare di Concordia
La diocesi di Concordia (in latino:  Dioecesis Concordiensis in America) è una sede titolare della Chiesa cattolica.

## Storia
La diocesi di Concordia fu eretta il 2 agosto 1887, ricavandone il territorio dalla diocesi di Leavensworth (oggi arcidiocesi di Kansas City). Cattedrale della diocesi era la chiesa di Nostra Signora del Perpetuo Soccorso. Il 23 dicembre 1944 la sede vescovile fu traslata da Concordia a Salina e la diocesi assunse il nome di diocesi di Salina.
Dal 1995 Concordia è annoverata tra le sedi vescovili titolari della Chiesa cattolica; dal 5 agosto 1995 l'arcivescovo, titolo personale, titolare è Antonio Sozzo, già nunzio apostolico in Marocco.

## Cronotassi dei vescovi titolari
- Antonio Sozzo, dal 5 agosto 1995